# Franciszek Pfeiffer

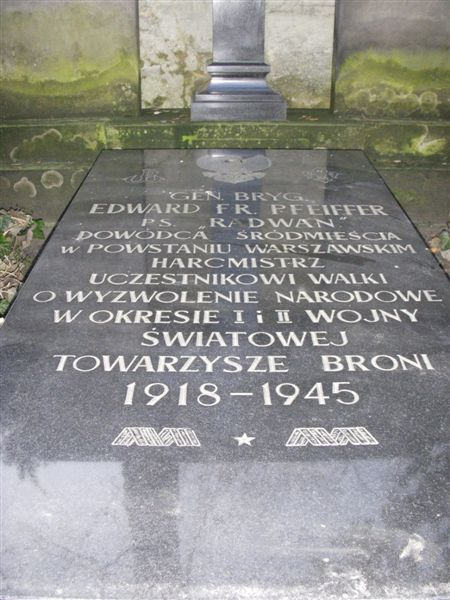
Grób gen. Edwarda Pfeiffera na cm. Starym przy ul. Ogrodowej w Łodzi

Franciszek Edward Pfeiffer, ps. „Radwan”, „Wilhelm”, „Gustaw” (ur. 21 stycznia 1895 w Łodzi, zm. 13 czerwca 1964 w Londynie) – pułkownik Wojska Polskiego, w konspiracji dowódca I Obwodu Śródmieście w Warszawskim Okręgu AK w powstaniu warszawskim dowódca Grupy Śródmieście Północ – Radwan; w 1964 mianowany generałem brygady przez władze emigracyjne.

## Życiorys
Edward Pfeiffer urodził się 21 stycznia 1895 w łódzkiej rodzinie mieszczańskiej. Ojciec, Józef, był właścicielem kamienicy w centrum Łodzi przy ul. Nawrot 13. W Łodzi ukończył szkołę średnią. W latach 1910–1912 był jednym z założycieli Polskiej Organizacji Skautowej, późniejszego Związku Harcerstwa Polskiego i tajnej organizacji gimnazjalnej „Samopomoc Koleżeńska”, pomagającej w nauce języka polskiego i historii Polski, i kolportażu książek patriotycznych, zabronionych przez carską cenzurę.
W październiku 1914 z grupą skautów dołączył do IV batalionu 1 pułku piechoty Legionów Polskich. Przeniesiony następnie do 5 pułku piechoty, z którym został emocjonalnie związany do końca swojego żołnierskiego życia. Brał udział w większości bitew stoczonych przez I Brygadę, ranny pod Ciemną. W stopniu kaprala skończył wojaczkę w czasie kryzysu przysięgowego na wierność Niemiec i Austrii, odmawiając  z innymi złożenia tej przysięgi. Przeszedł do pracy z harcerstwem – wówczas zalegalizowanym przez okupanta – i tajnej Polskiej Organizacji Wojskowej, jako komendant obwodu w Okręgu Łódź. Szczególny nacisk położył na pracę z młodzieżą, przygotowując skautów do zbrojnego wystąpienia przeciw Niemcom. 11 listopada 1918 był jednym z czołowych organizatorów rozbrajania Niemców w Łodzi. Stanął na czele zorganizowanego w tym celu starszego harcerstwa, zorganizował z nich kompanie Wojska Polskiego i zasilił szeregi tworzącego się w Warszawie I. Harcerskiego Batalionu WP.
Mianowany podchorążym, został zastępcą dowódcy 2 kompanii tegoż batalionu, który wszedł w skład 5 pułku piechoty Legionów. W jego szeregach, był dowódcą plutonu, a następnie kompanii i adiutant batalionu, przeszedł szlak Wilno – Dzwińsk – Kijów – Bitwa Warszawska, aż do końca wojny polsko-bolszewickiej w 1920. Odznaczony został m.in. Krzyżem Srebrnym Orderu Wojskowego Virtuti Militari, łotewskim Orderem Wojskowym Lāčplēsisa III klasy i czterokrotnie Krzyżem Walecznych.
3 maja 1922 roku został zweryfikowany w stopniu kapitana ze starszeństwem z 1 czerwca 1919 roku i 1427. lokatą w korpusie oficerów piechoty. 15 listopada 1923 roku został przydzielony z Oddziału III Sztabu Dowództwa Okręgu Korpusu Nr V w Krakowie do macierzystego 5 pp Leg., w którym dowodził kompanią. 18 lutego 1928 roku został mianowany majorem ze starszeństwem z 1 stycznia 1928 roku i 119. lokatą w korpusie oficerów piechoty.
Wiele jego przydziałów służbowych było związanych z pracą wśród młodzieży. Podzielał  troskę o zdrowie fizyczne i moralne młodego pokolenia. Był oficerem kierującym Przysposobieniem Wojskowym w Krakowie, gdzie ukończył także studia w Szkole Nauk Politycznych przy Uniwersytecie Jagiellońskim. Budował następnie obozy PW w różnych częściach kraju. Był delegatem ministra spraw wojskowych do Związku Harcerstwa Polskiego.
W marcu 1932 roku został przeniesiony z PUWFiPW do 5 pp Leg. na stanowisko dowódcy batalionu. 27 czerwca 1935 roku został mianowany podpułkownikiem ze starszeństwem z 1 stycznia 1935 roku i 29. lokatą w korpusie oficerów zawodowych piechoty. W lipcu tego roku został przeniesiony do 54 Pułku Piechoty Strzelców Kresowych w Tarnopolu na stanowisko zastępcy dowódcy pułku. 16 sierpnia 1939 został przeniesiony na stanowisko dowódcy samodzielnego batalionu fortecznego „Mikołów”, na prawach dowódcy pułku. 21 września 1939 otoczone ze wszystkich stron i pozbawione amunicji resztki Armii „Kraków” złożyły broń w pierwszej bitwie pod Tomaszowem Lubelskim. Wśród kapitulujących oddziałów, obok Warszawskiej Brygady Pancerno-Motorowej płka. dypl. Stefana Roweckiego, znalazł się również samodzielny batalion forteczny „Mikołów”.
Ppłk Pfeiffer uniknął niewoli i kontynuował dalszą walkę w konspiracji. W październiku 1939 r. został skierowany do Łodzi, na stanowisko zastępcy dowódcy tamtejszego Okręgu Służby Zwycięstwu Polski. Nim jednak zdołał rozpocząć pracę, gestapo znalazło się na jego tropie. Rodowity łodzianin, pochodzący ze znanej rodziny, nie miał szans działania na terenie wcielonym do Rzeszy i gęsto nasyconym ludnością niemiecką. Zagrożony aresztowaniem, 20 listopada 1939 wrócił do Warszawy. Pod pseudonimem „Wilhelm”, a następnie „Gustaw” podjął pracę w Oddziale Organizacyjnym Służby Zwycięstwu Polski. Zajmował się rozpoznawaniem i rozpracowywaniem powstających masowo organizacji konspiracyjnych.
Wkrótce nastąpiły wydarzenia, które wytrąciły ppłka Pfeiffera z pracy w KG SZP. Najpierw Służba Zwycięstwu Polski została przekształcona z ZWZ. Potem nadszedł z Paryża rozkaz polecający odsunięcie od poważniejszych stanowisk oficerów wywodzących się z Legionów. Było to następstwo dojścia do władzy stronnictw politycznych wrogich sanacji. Brały  odwet za minione lata, przeprowadzając czystkę personalną. Widząc czystkę w Komendzie Głównej i w Okręgach, ppłk Pfeiffer usunął się sam. W lutym 1940 pod pseudonimem „Kotecki”, a następnie „Radwan” rozpoczął pracę nad organizacją Grupy Wojsk Polskich „Edward”. Grupa Wojsk Polskich „Edward” była organizacją kadrową. Opierała się na żołnierzach 5 pułk piechoty Legionów, jednostki, z którą ppłk Pfeiffer był przez wiele lat ściśle związany nie tylko służbowo, ale i emocjonalnie. Komórki organizacyjne były rozmieszczone wzdłuż linii kolejowej Warszawa – Wilno. Powstały zalążki dziesięciu batalionów o stanach od 30 do 300 ludzi. Od roku 1942 GWP „Edward” została formalnie podporządkowana KG ZWZ, ale właściwa akcja scaleniowa nastąpiła dopiero w marcu 1944. Radwan objął stanowisko dowódcy Obwodu I Śródmieście w Warszawskim Okręgu AK.
Równocześnie związał się z powstającą polityczną konspiracją piłsudczykowską. Był jednym z najbliższych współpracowników Zygmunta Hempla i należał do współzałożycieli pisma „Myśl Państwowa”. Jako czołowy działacz grupy „Myśli Państwowej” po utworzeniu KON wszedł w skład Wydziału Politycznego ZG tej organizacji. Był kierownikiem wojskowym organizacji. Prawdopodobnie odpowiadał za kontakty KON z KG AK, o czym świadczyło m.in. utrzymywanie stałej łączności z gen. Tadeuszem Pełczyńskim. Wykorzystując te kontakty, włączył do sieci kolportażu BIP KG AK „Myśl Państwową”.
W powstaniu warszawskim dowodził Grupą Śródmieście Północ – Radwan. 27 sierpnia 1944 został mianowany pułkownikiem. 20 września 1944 został dowódcą 28 Dywizji Piechoty AK im. Stefana Okrzei. Po upadku powstania trafił do obozu w Bergen-Belsen. Po wojnie został na emigracji.
Był członkiem Kapituły Krzyża Orderu Wojennego Virtuti Militari, powoływany 7 marca 1960, 7 marca 1962. Prezydent RP na Uchodźstwie, August Zaleski mianował go generałem brygady ze starszeństwem z dniem 19 marca 1964 roku, w korpusie generałów.
Zmarł 13 czerwca 1964 roku w Londynie. Pochowany został na Cmentarzu Starym w Łodzi.

## Ordery i odznaczenia
- Krzyż Złoty Orderu Wojennego Virtuti Militari nr 72
- Krzyż Srebrny Orderu Wojskowego Virtuti Militari nr 928 (1921)[12]
- Krzyż Niepodległości (13 kwietnia 1931)[13]
- Krzyż Komandorski Orderu Odrodzenia Polski (3 maja 1958)[14]
- Krzyż Walecznych (czterokrotnie)
- Złoty Krzyż Zasługi z Mieczami
- Złoty Krzyż Zasługi (10 listopada 1928)[15]
- Medal Pamiątkowy za Wojnę 1918–1921
- Medal Dziesięciolecia Odzyskanej Niepodległości
- Order Pogromcy Niedźwiedzia III klasy (Łotwa)
- Medal 10 Rocznicy Wojny Niepodległościowej (Łotwa)[16]